# Saint-Bohaire
Saint-Bohaire é uma comuna francesa na região administrativa do Centro, no departamento Loir-et-Cher. Estende-se por uma área de 14,11 km². Em 2010 a comuna tinha 515 habitantes (densidade: 36,5 hab./km²).